# エンリケ・マルティンス・ゴメス
エンリケ・マルティンス・ゴメス（Henrique Martins Gomes 、1995年11月30日 - ）は、ポルトガル・バルセロス出身のプロサッカー選手。アカデミコ・デ・ヴィゼウFC所属。ポジションは、ディフェンダー（レフトバック）。

## 来歴
2018年7月21日、タッサ・ダ・リーガのマフラ戦でプロデビューを果たした。